# إيغيردير
إيغيردير هي بلدة تقع في محافظة إسبرطة.